# Manderson
Manderson è un centro abitato (town) degli Stati Uniti d'America, situato nella Contea di Big Horn dello Stato del Wyoming. Nel censimento del 2000 la popolazione era di 104 abitanti.

## Geografia fisica
Secondo i rilevamenti dell'Ufficio del censimento degli Stati Uniti d'America, la località di Manderson si estende su una superficie di 2,3 km², tutti occupati da terre.

## Popolazione
Secondo il censimento del 2000, a Manderson vivevano 104 persone, ed erano presenti 27 gruppi familiari. La densità di popolazione era di 48 ab./km². Nel territorio comunale si trovavano 51 unità edificate. Per quanto riguarda la composizione etnica degli abitanti, il 92,31% era bianco, il 6,73% apparteneva ad altre razze e lo 0,96% apparteneva a due o più razze. La popolazione di ogni razza ispanica corrispondeva al 5,77% degli abitanti.
Per quanto riguarda la suddivisione della popolazione in fasce d'età, il 27,9% era al di sotto dei 18, il 2,9% fra i 18 e i 24, il 28,8% fra i 25 e i 44, il 27,9% fra i 45 e i 64, mentre infine il 12,5% era al di sopra dei 65 anni di età. L'età media della popolazione era di 39 anni. Per ogni 100 donne residenti vivevano 112,2 maschi.